# Nakamura Shuji
Nakamura Shuji là một nhà khoa học Mỹ gốc Nhật Bản. Ông sinh năm 1954 tại Ikara, Nhật Bản, ông có bằng tiến sĩ tại Trường đại học Tokushima Nhật Bản năm 1994. Hiện ông là giáo sư của Trường Đại học California, Hoa Kỳ. Năm 2014, ông và hai nhà khoa học người Nhật khác Isamu Akasaki, Hiroshi Amano được trao Giải Nobel Vật lý vì phát minh của họ về các diode phát ánh sáng (LED) xanh da trời hỗ trợ cho các nguồn sáng trắng tiết kiệm năng lượng.